# يوسف الشريقي
يوسف الشريقي سياسي أردني ووزير سابق، شغل منصب وزير البيئة في حكومة فيصل الفايز من (24 أوكتوبر 2004 - 7 نسيان 2005) . شغل أيضا منصب أمين عام لوزارة البيئة في أيار عام 2003،  وعمل مستشار في رئاسة الوزراء لشؤون البيئة بين (2001 - 2003)، وكان معارا كخبير بيئي في وزارة الزراعة والثروة السمكية العمانية  (1994 - 2001). شغل أيضا منصب مدير مركز تحليل المبيدات في وزارة الزراعة منذ 1987 - 1994.

## المؤهلات العلمية
حاصل على درجة البكالوريوس في الكيمياء من جامعة الاسكندرية 1973 وماجستير في العلوم من الجامعة الاميركية في بيروت عام 1980 ودكتوراه في علم السموم من جامعة بون في ألمانيا عام 1987.